# Trójbój siłowy na Igrzyskach Wspólnoty Narodów 2018
Trójbój siłowy na Igrzyskach Wspólnoty Narodów 2018 – jedna z dyscyplin podczas Igrzysk Wspólnoty Narodów 2018 w Gold Coast. Rozegrano sześć konkurencji, które odbyły się 10 kwietnia 2018 roku w Carrara Sports and Leisure Centre. W zawodach wzięło udział 32 zawodników z 11 państw. Zawody były przeznaczone dla osób niepełnosprawnych.

## Uczestniczące państwa
W badmintonie podczas igrzysk wystąpiło 32 zawodników z 11 państw.

- Anglia (6)
- Australia (4)
- Indie (4)
- Kenia (3)
- Malezja (2)
- Nigeria (6)
- Południowa Afryka (1)
- Rwanda (1)
- Singapur (1)
- Szkocja (1)
- Walia (3)

## Medaliści
| Konkurencja | Złoto              | Srebro        | Brąz             |
| Mężczyźni   |                    |               |                  |
| Waga lekka  | Rolland Ezuruike   | Paul Kehinde  | Ali Jawad        |
| Waga ciężka | Abdulazeez Ibrahim | Jong Yee Khie | Sachin Chaudhary |
| Kobiety     |                    |               |                  |
| Waga lekka  | Esther Oyema       | Lucy Ejike    | Zoe Newson       |
| Waga ciężka | Ndidi Nwosu        | Louise Sugden | Nie przyznano    |